# Trigonobalanus excelsa
Trigonobalanus excelsa là một loài thực vật có hoa trong họ Cử. Loài này được Lozano, Hern. Cam. & Henao miêu tả khoa học đầu tiên năm 1979.